# Nusalala dispar
Nusalala dispar är en insektsart som först beskrevs av Banks 1910.  Nusalala dispar ingår i släktet Nusalala och familjen florsländor. Inga underarter finns listade i Catalogue of Life.